# Hafliði Másson
Hafliði Másson o Mársson (Haflidi, 1070-1130) fue un caudillo medieval de Breiðabólstaðir í Vesturhopi, Vestur-Húnavatnssýsla, en Islandia, goði en el siglo XI y principios del XII. Particularmente conocido por sus disputas con Þorgils Oddson.
Era hijo de Már Húnröðarson, goði en Breiðabólstaður í Vesturhópi. Su estirpe se remonta a la colonización de Islandia, con Ævar gamli Ketilsson, patriarca del clan familiar de los Æverlingar. Hafliði había sido oficial varego en Miklagard (Constantinopla).
Hafliði tenía su hacienda en Breiðabólstað, era uno de los más ricos bóndis de Islandia. En el invierno de 1117 hospedó al lagman Bergþór Hrafnsson quien aprovechó la estancia para hacer mejoras de las leyes que fueron aprobadas por el althing al verano siguiente.
Era un hombre culto y le gustaba recrear historias y canciones. Una de sus primeras decisiones fue la compilación Hafliðaskrá («compilación de Hafliði»). También es protagonista de su propia saga Þorgils saga ok Hafliða donde se le cita como «sabio y generoso, el más grande de los caudillos».
No mucho más tarde se iniciaron las hostilidades entre Hafliði y un recién nominado goði Þorgils Oddson de Staðarhóll, Saurbær en Dalasýsla. Durante un tiempo se atacaron mutuamente y se impartieron daños en sus propiedades, ambos eran grandes guerreros. Llevaron sus diferencias al Althing, pero el lagman había partido y entonces Þorgils quiso solucionar su problema con el hacha que portaba, saliendo de la multitud atacó a Hafliði, pero este se escabulló aunque perdió tres dedos. Þorgils fue declarado culpable, pero en la siguiente asamblea (1121) regresó con 940 hombres y encontró a Hafliði con 1440 hombres. El obispo Ketill Þorsteinsson les exhortó a un acuerdo y amenazó a Hafliði con la excomunión si se negaba. 
Hafliði aparece citado brevemente en la saga Eyrbyggja.

## Herencia
Su primera esposa fue Rannveig, hija de Teitur Ísleifsson de Haukadalur, con quien tuvo tres hijas, todas ellas se casaron con sacerdotes católicos que en aquel tiempo podían contraer matrimonio:
- Jórunn Hafliðadóttir (n. 1100), que casó con Brandur Þorkelsson (1085-1143) de Helgafell, Snaefellsnes.
- Valgerður Hafliðadóttir (n. 1105), que casó con Ingimundur Illugason (1100-1150) de Breiðabólstaðir, Ísafjarðar.
- Sigríður Hafliðadóttir (n. 1110), que casó con Þórður Þorvaldsson (n. 1104) de Goðivatnsfjörð, Ísafjarðar.

Su segunda esposa fue Þuríður Þórðardóttir (n. 1070), nieta de Snorri Goði, con quien tuvo un hijo, Þórður Hafliðason (n. 1103).